# 루나 (시리즈)
《루나》(Lunar, ルナ)는 게임 아츠가 제작한 일련의 롤플레잉 비디오 게임 시리즈이다. 미국에선 워킹 디자인스, 유비소프트와 엑시드 게임스가 배급했다.
본래 세가 CD로 개발된 《루나: 더 실버 스타 (1992)》로 출발했으며 이후 같은 플랫폼으로 후속작 《루나: 이터널 블루 (1994)》가 출시됐다. 이후 이 두 작품은 플레이스테이션 및 세가 새턴으로 강화된 그래픽과 애니메이션 등 추가점 및 개선점이 담긴 리메이크들이 출시됐다.
외전작으로 게임기어으로 발매된 《루나: 산책하는 학원 (1996)》과 세가 새턴 리메이크 《마법 학원 루나! (1997)》, 그리고 닌텐도 DS로 출시된 《루나 제네시스 (2005)》가 발매됐다.

## 개요

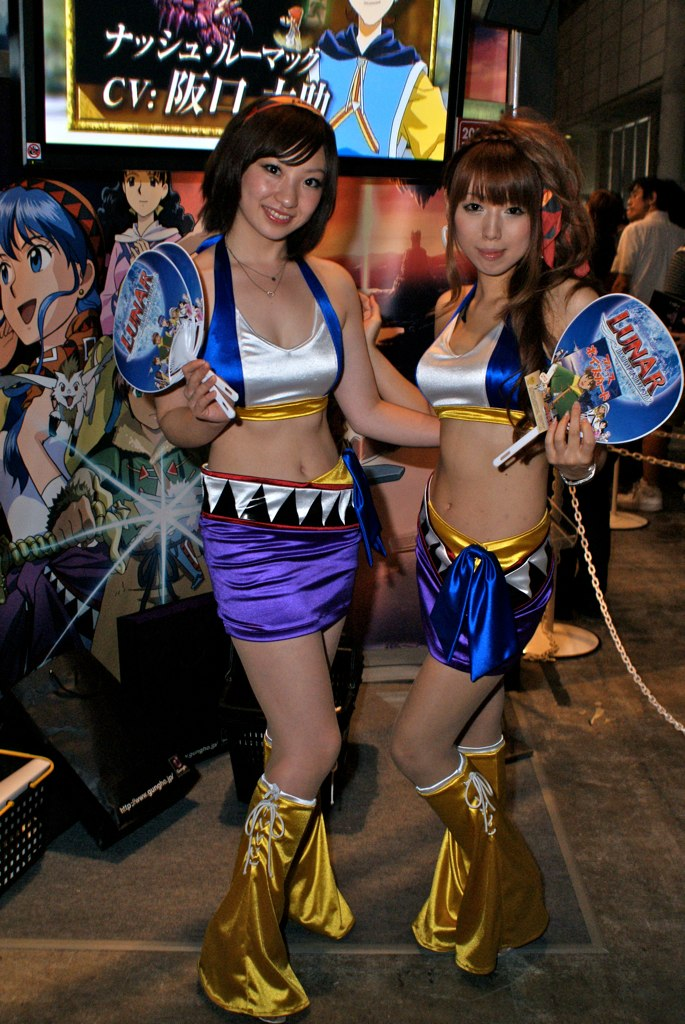
도쿄 게임 쇼 2009의 《루나: 실버 스타 하모니》 시연회

《루나》 시리즈의 배경은 행성 '블루 스타'를 공전하는 자연위성 '실버 스타'가 무대이다.

## 게임

### 본편
- 《루나: 더 실버 스타》 (1992)
  - 《루나: 실버 스타 스토리》 (1996)
  - 《루나 레전드》 (1992)
  - 《루나: 실버 스타 하모니》 (2009)
  - 《루나: 실버 스타 스토리 터치》 (2012)
- 《루나: 이터널 블루》 (1994)
  - 《루나 2: 이터널 블루 컴플리트》 (1998)

### 외전
- 《루나: 산책하는 학원》 (1996)[1]
  - 《마법 학원 루나!》 (1997)
- 《루나 제네시스》 (2005)